# Vinzenz Wyss
Vinzenz Wyss (* 1965) ist ein Schweizer Medien- und Kommunikationswissenschaftler sowie Professor für Journalistik an der Zürcher Hochschule für Angewandte Wissenschaften in Winterthur. Er arbeitet im Schwerpunkt Journalismustheorie, journalistische Qualität und Qualitätssicherung, Medienethik und Medienkritik.

## Leben
Vinzenz Wyss wuchs als Sohn des Blasmusikkomponisten und -dirigenten Ruedi Wyss in Günsberg auf und besuchte die Kantonsschule Solothurn. Von 1987 bis 1994 studierte er Germanistik, Publizistikwissenschaft und Soziologie an der Universität Zürich. Er arbeitete von 1991 bis 1998 als Redaktor/Moderator für das Privatradio Radio 32 in Solothurn. An der Universität Zürich war er von 1994 bis 2003 als Assistent (bei Ulrich Saxer), Oberassistent, wissenschaftlicher Mitarbeiter (bei Otfried Jarren) und zuletzt als Geschäftsführer von IPMZ Transfer tätig. 2002 hat er zum Thema „Redaktionelles Qualitätsmanagement“ promoviert.
Seit 2003 ist er Professor für Journalistik am IAM Institut für Angewandte Medienwissenschaft der Zürcher Hochschule für Angewandte Wissenschaften in Winterthur, wo er den CAS Community Communications mitentwickelt hat. Von 2009 bis 2014 war er Präsident der Schweizerischen Gesellschaft für Kommunikations- und Medienwissenschaft. Vinzenz Wyss betreibt mit MQA – Media Quality Assessment eine vom BAKOM – Bundesamt für Kommunikation anerkannte Evaluationsstelle, mit welcher Konzepte des Qualitätsmanagements in Medienorganisationen evaluiert und verbessert werden. Des Weiteren engagiert er sich als Präsident der Bildungskommission der SRG Zürich/Schaffhausen sowie Gründungsmitglied des Vereins für Qualität im Journalismus. Er hat sich ausserdem auch für die Gründung des Stiftervereins "Medienqualität Schweiz" engagiert.

## Forschung und Lehre
Seine Schwerpunkte sind:
- Journalistik, Journalismustheorie und Journalismusforschung
- Journalistische Qualität und Qualitätssicherung, Redaktionsforschung
- Medienethik, Medienkritik
- Transferforschung (Wissenschaftstransfer)
- Narrationsforschung und Religionskommunikation

### Aktuelle Forschungsprogramme
- Vinzenz Wyss ist mit seinem Forschungsteam an der ZHAW an folgenden internationalen Forschungsprojekten beteiligt:
- Innovationen im Journalismus
- Worlds of Journalism

### Mehrsystemrelevanz als journalistische Leitdifferenz
Vinzenz Wyss hat im Rahmen seiner Forschungs- und Lehrtätigkeit ein Journalismuskonzept entwickelt, das sich stark an der systemtheoretischen Perspektive von Niklas Luhmann orientiert (Soziologische Systemtheorie). Die zentrale Frage, von der die Bestimmung des journalistischen Qualitätsbegriffs ausgehen muss, sei: Welches Problem löst der Journalismus für die Gesellschaft – exklusiv im Unterschied zu anderen Funktionssystemen wie etwa Politik, Wirtschaft, Wissenschaft, Kunst, Religion oder Erziehung? Das Konzept der journalistischen Qualität kann unter Rückgriff auf eine systemtheoretische Perspektive aus der gesellschaftlichen Funktion des Journalismus abgeleitet werden. Diese Funktion wird abstrakt mit der „permanenten Selbstbeobachtung und Synchronisation der Gesellschaft“ bezeichnet. Journalismus knüpft die Kommunikationen der anderen dynamisch auseinander driftenden Funktionssysteme sachlich, zeitlich und sozial aneinander. Er fokussiert dabei auf Themen, die konfliktive bzw. irritierende Bezüge zwischen verschiedenen – nicht-kompatiblen – Systemrationalitäten aufweisen. Er stellt – meist unter Rückgriff auf narrative Muster – Bezüge von einer Systemlogik (z. B. politisch) zu einer anderen (z. B. rechtlich, ökonomisch, wissenschaftlich etc.) her und kommuniziert dann, wenn ein Thema aus der Perspektive von mehr als einem gesellschaftlichen Funktionssystem als relevant erscheint (soziale Dimension) und in mehreren Systemen zugleich (zeitliche Dimension) Resonanz bzw. Anschlusskommunikation erzeugt.
Das Publikum des Journalismus spielt bei dieser Leistung eine zentrale Rolle. Über die kommunikative Rezeption des Publikums können Kommunikationsleistungen aus der Politik, der Wirtschaft, der Wissenschaft, der Religion etc. in andere Systeme getragen werden, dort irritieren und Anschlusskommunikation auslösen. Die Publikumsrollen des Journalismus sind immer zugleich auch die Leistungs- oder Publikumsrollen anderer Systeme: Regierungen und Bürgerinnen, Unternehmensführerinnen und Konsumenten, Religionsführer und Gläubige etc. – sie alle sind potenzielle Publikumsrollen des Journalismus, welcher seine Funktion wiederum nur erfüllen kann, wenn seine Angebote auch von einem Publikum in Anspruch genommen werden. Der Journalismus kann den Publikumsrollen helfen, sich über Themen zu orientieren, die gesellschaftliche Entscheidungsrelevanz erlangt haben oder erlangen können bzw. was kollektive wie private Entscheidungen nach sich zieht oder ziehen kann.
Ausgehend von der Beziehung zum Publikum und von der journalistischen Leitdifferenz „Mehrsystemrelevanz“ muss vom Journalismus zunächst als erste Qualitätsanforderung Unabhängigkeit erwartet werden – und damit die Thematisierungsleistung und Bewertung nach systemeigenen Ein- und Ausschlussregeln. Daran schliesst der Vielfaltsbegriff an, mit dem die Erwartung ausgedrückt wird, dass die Leistung nicht exklusiv aus der Perspektive eines bestimmten Systems, sondern eben gerade unter Einbeziehung verschiedener – sich widersprechender – Systemlogiken und Perspektiven erbracht wird. Die zur Synchronisation benötigte Anschlussfähigkeit der gesellschaftlichen Selbstbeobachtung kann nur erreicht werden, wenn sie mit der Jetzt-Zeit verbundene Gesellschaftsbeobachtung herstellt (Aktualität), und Glaubwürdigkeit setzt voraus, dass sich Journalismus an sozial verbindlichen Wirklichkeitsmodellen orientiert (Faktizität, Richtigkeit, Transparenz). Schliesslich wird Narrativität als weitere zentrale Qualitätsnorm konzipiert, weil Verstehen voraussetzt, dass gesellschaftliche Komplexität nicht nur argumentativ, sondern auch narrativ an die Lebenswelt des Publikums anschliessen kann.

### Studie zur politischen Einstellung von Journalisten
2017 haben Vinzenz Wyss und Filip Dingerkus eine Auswertung von Daten für die SonntagsZeitung vorgenommen, die im Rahmen einer internationalen Journalismusstudie in den Jahren 2014 bis 2016 erhoben wurden. Die schweizweite Journalistenbefragung wurde vom Institut für Angewandte Medienwissenschaft der ZHAW in Zusammenarbeit mit der Universität Neuenburg durchgeführt und vom Schweizerischen Nationalfonds SNF gefördert. Es wurden insgesamt über 900 Medienschaffende aus mehr als 200 Redaktionen aller Sprachregionen, Medientypen und Hierarchiestufen zu ihrem Beruf befragt.
Wyss analysierte für die SonntagsZeitung die politische Einstellung von Journalisten. Die Auswertung ergab, dass sich fast 70 Prozent aller SRG-Journalisten als links bezeichnen. 16 Prozent verorten sich in der politischen Mitte, 16 Prozent sehen sich als rechts. Kein Journalist der SRG verortete sich rechts außen, jedoch 7,4 Prozent stehen links außen. Bei privaten Medien in der Schweiz bezeichnen sich 62 Prozent der Journalisten als links. 14,5 Prozent verorten sich in der Mitte und 24 Prozent bezeichnen sich als rechts. Fast 10 Prozent stehen links außen, knapp 2 Prozent rechts außen.
Wyss sieht darin nicht die Gefahr einer einseitigen Berichterstattung. Die journalistische Kritik- und Kontrollfunktion korreliere stärker mit einem linken gesellschaftspolitischen Gedankengut. Es müsse zwischen der Rolle des Journalisten und der Rolle des Bürgers unterschieden werden: „Ein linker Profijournalist kann ja auch eine linke Politikerin aus Distanz und kritisch befragen.“. Von der Schlagzeile "Fast drei Viertel aller SRG-Journalisten sind links" und dem damit verbundenen Tenor des Tagesanzeiger-Artikels distanzierte Wyss sich. In einem Interview mit Watson.ch sagte er: "Wir haben die Teilnehmer unserer Studie gebeten, sich auf einer Skala von 0 bis 10 zu verorten – wobei 0 ganz links ist und 10 ganz rechts. Nun hat der betreffende Journalist einzig den Wert 5 als 'Mitte' definiert, und alle links davon in denselben Topf geworfen."

## Schriften
- Wyss, Vinzenz; Studer, Peter & Zwyssig, Toni (2012): MEDIENQUALITÄT DURCHSETZEN. Qualitätssicherung in Redaktionen. Ein Leitfaden. Zürich: Orell Füssli.
- Narration freilegen: Zur Konsequenz der Mediensystemrelevanz als Leitdifferenz des Qualitätsjournalismus. In: Roger Blum, Kurt Imhof, Heinz Bonfadelli, Otfried Jarren (Hrsg.): Krise der Leuchttürme öffentlicher Kommunikation: Vergangenheit und Zukunft der Qualitätsmedien. VS Verlag, Wiesbaden 2011, ISBN 978-3-531-17972-8, S. 31–47.
- (mit Guido Keel): Journalismusforschung. In: Heinz Bonfadelli, Otfried Jarren, Gabriele Siegert (Hrsg.): Einführung in die Publizistikwissenschaft. 3., vollständig überarbeitete Auflage. Haupt, Bern 2010, ISBN 978-3-8252-2170-6, S. 337–378.
- Journalismus als duale Struktur: Grundlagen einer strukturationstheoretischen Journalismustheorie. In: Martin Löffelholz (Hrsg.): Theorien des Journalismus. Ein diskursives Handbuch. 2., überarbeitete Auflage. Westdeutscher Verlag, Opladen 2004, ISBN 3-531-13341-1.
- Redaktionelles Qualitätsmanagement: Ziele, Normen, Ressourcen. UVK, Konstanz 2002, ISBN 3-89669-368-9 (Forschungsfeld Kommunikationswissenschaft. Bd. 15).
- Mirko Marr, Vinzenz Wyss, Roger Blum, Heinz Bonfadelli: Journalisten in der Schweiz: Eigenschaften, Einstellungen, Einflüsse. UVK, Konstanz 2001, ISBN 3-89669-315-8 (Forschungsfeld Kommunikation. Bd. 13).